# Lora del Río
Lora del Río è un comune spagnolo di 19 352 abitanti situato nella comunità autonoma dell'Andalusia.

## Geografia fisica
Il comune è attraversato dal Guadalquivir.